# Casa consistorial de Uncastillo
La casa consistorial de Uncastillo (Provincia de Zaragoza, España) es un edificio del siglo XVI, de planta trapezoidal y tres alturas, construido totalmente en sillar. Interiormente su espacio se articula a partir del zaguán de entrada y la escalera de acceso a los pisos superiores, aunque ha sido reformado en múltiples ocasiones. 
La fachada de corte clasicista se estructura en tres pisos, y en su decoración aparecen representadas todas las virtudes teologales y cardinales, caso único en este tipo de edificios en España. El piso inferior cuenta con dos portadas abiertas en arco de medio punto. 
La principal es la de la izquierda, ricamente decorada con grutescos y medallones con bustos, aparece flanqueada por dos columnas corintias que sujetan un entablamento sobre el que se dispone el escudo de la villa, flanqueado por la Fortaleza y la Prudencia, enmarcado por pilastras y rematado por un frontón triangular, la virtud de la justicia preside la portada. La de la derecha presenta una estructura más simple con dovelas en punta de diamante. 
En el segundo piso, planta noble, aparecen cuatro ventanales adintelados flanqueados por pilastras y de nuevo rematados por un frontón triangular, que cobija la tallas de la Fe, la Esperanza, la Caridad y Templanza, virtudes que debe tener un buen gobernante. 
Este programa iconográfico conjuga los principios morales del buen gobernante con los de la religión cristiana.
Finalmente, el tercer piso aparece abierto por diez vanos adintelados coronados por una crestería corrida jalonada por pináculos. Además destacan las gárgolas dispuestas entre los ventanales.
En el interior, el actual ayuntamiento mantiene el patio con solería de cantos rodados y el gran salón de su planta noble. También conserva lo que antiguamente fue un torreón de estancias superpuestas cubiertas por bóvedas nervadas. Desde el patio se accede a una de estas estancias, que sirvió de calabozo. 